# Златна лопта 2007.
Златна лопта 2007. је награда која се додељује најбољем фудбалеру у 2007. години. Награду је освојио бразилац Кака. Такође, 2007. године су први пут право на добијање награде имали клубови који нису чланови УЕФА-а као и новинари изван земаља чији клубови нису чланови поменуте организације
Кака је четврти бразилски фудбалер који је освојио ово признање. Пре њега су то били Роналдо (1997,2002), Ривалдо (1999) и Роналдињо (2005). Истовреемено он је и шести фудбалер ФК Милана после Ђанија Ривере (1969), Руда Гулита (1987), Марка ван Бастена (1988, 1989, 1992) и Андреја Шевченка (2004).

## Коначна листа
| Место | Име                | Клуб               | Држава          | Поени |
| ----- | ------------------ | ------------------ | --------------- | ----- |
| 1     | Кака               | Милан              | Бразил          | 444   |
| 2     | Кристијано Роналдо | Манчестер јунајтед | Португалија     | 277   |
| 3     | Лајонел Меси       | Барселона          | Аргентина       | 255   |
| 4     | Дидије Дрогба      | Челси              | Обала Слоноваче | 108   |
| 5     | Андреа Пирло       | Милан              | Италија         | 41    |
| 6     | Руд ван Нистелрој  | Реал Мадрид        | Холандија       | 39    |
| 7     | Златан Ибрахимовић | Интер              | Шведска         | 31    |
| 8     | Сеск Фабрегас      | Аресенал           | Шпанија         | 27    |
| 9     | Робињо             | Реал Мадрид        | Бразил          | 24    |
| 10    | Франческо Тоти     | Рома               | Италија         | 20    |
| 11    | Фредерик Кануте    | Севиља             | Мали            | 19    |
| 12    | Роналдињо          | Барселона          | Бразил          | 18    |
| 13    | Стивен Џерард      | Ливерпул           | Енглеска        | 17    |
| 14    | Хуан Роман Рикелме | Виљареал           | Аргентина       | 15    |
| 15    | Данијел Алвес      | Севиља             | Бразил          | 14    |
| 16    | Филипо Инзаги      | Милан              | Италија         | 12    |
| 17    | Франк Рибери       | Барејн Минхен      | Француска       | 10    |
| 18    | Паоло Малдини      | Милан              | Италија         | 8     |
| 19    | Ђанлуиђи Буфон     | Јувентус           | Италија         | 7     |
| 19    | Петр Чех           | Челси              | Чешка           | 7     |
| 19    | Ђенаро Гатузо      | Милан              | Италија         | 7     |
| 19    | Тијери Анри        | Барселона          | Француска       | 7     |
| 19    | Кларенс Седорф     | Милан              | Холандија       | 7     |
| 24    | Фабио Канаваро     | Реал Мадрид        | Италија         | 5     |
| 24    | Микаел Есјен       | Челси              | Гана            | 5     |
| 26    | Вејн Руни          | Манчестер јунајтед | Енглеска        | 4     |
| 27    | Икер Касиљас       | Реал Мадрид        | Шпанија         | 3     |
| 27    | Рожерио Сени       | Сао Пауло          | Бразил          | 3     |
| 29    | Јунис Махмуд       | Ал Харафа          | Ирак            | 2     |
| 30    | Димитри Бербатов   | Тотенхем           | Бугарска        | 1     |
| 30    | Самјуел Ето        | Барселона          | Камерун         | 1     |
| 30    | Рајан Гигс         | Манчестер јунајтед | Велс            | 1     |
| 30    | Гиљермо Очоа       | Клуб Америка       | Мексико         | 1     |
| 30    | Карлос Тевез       | Манчестер јунајтед | Аргентина       | 1     |
| 30    | Робин ван Перси    | Арсенал            | Холандија       | 1     |

Петнаест играча нису освојили ни један поен: 
- Ерик Абидал (ФК Барселона)
- Дејвид Бекам (Лос Анђелес Галакси)
- Деко (Барселона)
- Махамаду Дијара (Реал Мадрид)
- Дијего Рибас да Куња (Вердер Бремен)
- Мирослав Клосе (Бајерн Минхен)
- Флоран Малуда (ФК Челси)
- Шунсуке Накамура (ФК Селтик)
- Рикардо Кварежма (ФК Порто)
- Раул Гонзалес (Реал Мадрид)
- Пол Сколс (Манчестер јунајтед)
- Лука Тони (Бајерн Минхен)
- Коло Туре (Арсенал)
- Фернандо Торес (ФК Ливерпул)
- Давид Виља (ФК Валенсија)